# Diabo a Sete
Diabo a Sete é uma Banda folk portuguesa criada em Coimbra, no ano de 2003. A sua discografia inclui os álbuns Parainfernália (2007) e TarAra (2011). Este último álbum foi "disco Antena 1" e contou com a participação de Carlos Guerreiro, dos Gaiteiros de Lisboa, em dois temas. Foi considerado pelo crítico musical António Pires como um dos melhores álbuns portugueses de 2011.
O grupo é composto por Celso Bento (flautas e gaita de foles), Eduardo Murta (baixo), Hugo Natal da Luz (percussões), Julieta Silva (voz, sanfona e concertina), Luísa Correia (guitarra acústica), Miguel Cardina (bateria) e Pedro Damasceno (cavaquinho, bandolim, concertina e flautas).
Em 2006 venceram o concurso nacional Eurofolk, juntamente com os Andarilhos, o que lhes permitiu participar na fase final da prova em Málaga.  Têm participado em vários festivais internacionais e nacionais na área da world music. Entre estes, destacam-se o Festival Músicas do Mundo (Sines), Festival MED (Loulé), Intercéltico de Sendim, Andanças (S. Pedro do Sul) ou o Festival Bons Sons (Cem Soldos), entre outros.